# كريستوف هوب
كريستوف هوب (بالألمانية: Kristof Hopp)‏ هو لاعب كرة الريشة ألماني، ولد في 14 يوليو 1978 في كيل في ألمانيا.

## وصلات خارجية
- كريستوف هوب على موقع BWF.tournamentsoftware.com (الإنجليزية)
- كريستوف هوب على موقع BWFbadminton.com (الإنجليزية)
- كريستوف هوب على موقع اللجنة الأولمبية الدولية (الإنجليزية)
- كريستوف هوب على موقع أوليمبيديا (الإنجليزية)